# 小雪花
小雪花（学名：Argostemma verticillatum）为茜草科雪花属下的一个种。

## 扩展阅读
- 維基物種上的相關：小雪花